# Columbus (Band)
Columbus ist eine australische Pop-Punk-/Emo-Band aus Brisbane.

## Geschichte
Gegründet wurde Columbus im Jahr 2012 vom Sänger und Gitarristen Alex Moses sowie dem Bassisten Ben Paynter und Schlagzeuger Daniel Seymour in Brisbane. Moses und Seymour kannten sich seit ihrer Kindheit und trafen auf Paynter als man gemeinsam in der Highschool-Jazz-Band spielten.
Am 19. Januar 2014 erschien mit Home Remedy eine EP mit vier Stücken, welche in Eigenregie lediglich auf digitaler Ebene veröffentlicht wurde. Bereits im Oktober des Vorjahres veröffentlichte die Gruppe ihre Debüt-EP Sad Songs and Sing-Alongs. Das Debütalbum Spring Forever folgte am 26. August 2016 über UNFD, nachdem diese im Februar gleichen Jahres einen Plattenvertrag mit dem Label unterzeichnen konnten.
Zwischen dem 15. und dem 26. November 2016 tourte die Band erstmals durch das Vereinigte Königreich als Vorgruppe für Roam. Zuvor bespielte die Gruppe mehrfach Australien, unter anderem mit In Hearts Wake und The Ataris.
Nachdem im Jahr 2017 die EP Next to Me veröffentlicht worden war, erschien mit A Hot Take on Heartbreak am 25. Mai 2018 das zweite vollwertige Studioalbum der Band über UNFD.

## Musik
Die Liedtexte auf Spring Forever handeln über Liebe und vom Älterwerden. Die Musik ist vergleichbar mit den neueren Werken von Moose Blood und Real Friends.

## Diskografie
- 2013: Sad Songs and Sing-Alongs (EP, Eigenproduktion)
- 2014: Home Remedy (EP, Eigenproduktion)
- 2014: Alex the Kid/Columbus (Split-EP mit Alex the Kid)
- 2016: Spring Forever (Album, UNFD)
- 2017: Next to Me (EP, UNFD)
- 2018: A Hot Take on Heartbreak (Album, UNFD)